# Beachhandball-Nationalmannschaft der Frauen von Trinidad und Tobago
Die Beachhandball-Nationalmannschaft der Frauen von Trinidad und Tobago repräsentiert den Handball-Verband Trinidad und Tobagos als Auswahlmannschaft auf internationaler Ebene bei Länderspielen im Beachhandball gegen Mannschaften anderer nationaler Verbände.
Eine als Unterbau fungierende Nationalmannschaft der Juniorinnen wurde noch nicht gegründet. Das männliche Pendant ist die Beachhandball-Nationalmannschaft der Männer von Trinidad und Tobago.

## Geschichte
Es dauerte vergleichsweise lange, bis auf Trinidad eine Beachhandball-Nationalmannschaft gegründet wurde. Handball ist in dem kleinen Inselstaat kaum bekannt – es ist erst seit 2004 Mitglied der Internationalen Handballföderation (IHF) –, doch wenn es gespielt wird, ist es of Beachhandball. Ihr internationales Debüt gab die Mannschaft 2016 bei einem Turnier in Cari, beim ersten in der Karibik durchgeführten Beachhandball-Turnier. Weitere Erfahrung sammelte das Team 2017 im Rahmen des SoCalCups auf der US Beach Handball Tour, wo gegen Nationalmannschaften der Region ebenso wie gegen Vereinsmannschaften gespielt wurde und noch alle Spiele verloren wurden. 2018 folgte das Debüt bei einer internationalen Meisterschaft im Rahmen der Pan-Amerikanischen Meisterschaften. Nach der Dominikanischen Republik 2008 war Trinidad und Tobago damit das zweite Land der Karibik, welches eine weibliche Beachhandball-Nationalmannschaft aufgestellt hatte. Am Ende belegte die Mannschaft den achten und damit letzten Platz.
Nachdem sich auf Druck der IHF im April 2019 die Pan-American Team Handball Federation (PATHF) auflöste und in den beiden Nachfolgeorganisationen Handballkonföderation Nordamerikas und der Karibik (NACHC beziehungsweise NORCA) und Süd- und mittelamerikanische Handballkonföderation (SCAHC beziehungsweise COSCABAL) aufging, nahm die Zahl der Teilnehmer aus der Karibik an den nun neu geschaffenen kontinentalen Meisterschaften, den Nordamerika- und Karibikmeisterschaften, stark zu. Bei den ersten neuen kontinentalen Meisterschaften 2019 war Trinidad und Tobago das gastgebende Land. Die Frauen nutzten die Gelegenheit, die ihnen der Heimvorteil brachte und erreichten nicht nur das Halbfinale, sondern gewann am Ende gegen Puerto Rico die Bronzemedaille. Weniger erfolgreich war die Mannschaft bei ihrer zweiten Teilnahme 2022. Nicht nur wurde dieses Mal das Halbfinale verpasst, im Platzierungsspiel um den fünften Rang unterlag die Mannschaft gegen Dominica und belegte am Ende den letzten Platz.

## Trainer
Cheftrainer
- 2019: Kenwin Goden

## Teilnahmen
| World Games - 2001: keine Teilnahme - 2005: keine Teilnahme - 2009: nicht qualifiziert - 2013: nicht qualifiziert - 2017: nicht qualifiziert - 2022: nicht qualifiziert World Beach Games - 2019: nicht qualifiziert - 2023: | Weltmeisterschaften - 2001: abgesagt - 2004: nicht qualifiziert - 2006: nicht qualifiziert - 2008: nicht qualifiziert - 2010: nicht qualifiziert - 2012: nicht qualifiziert - 2014: nicht qualifiziert - 2016: nicht qualifiziert - 2018: nicht qualifiziert - 2020: qualifiziert, abgesagt - 2022: nicht qualifiziert | Pan-Amerikanische Meisterschaften - 2004: keine Teilnahme - 2008: keine Teilnahme - 2012: keine Teilnahme - 2014: keine Teilnahme - 2016: keine Teilnahme - 2018: 8. Nordamerika- und Karibikmeisterschaften - 2019: 3. - 2022: 6. Beachgames Zentralamerikas und der Karibik - 2022: nicht qualifiziert |

- PAM 2018: Kader aktuell nicht bekannt

- NKM 2019[8]: Shanice Allen • Tiffany Anthony • Whitney George (TW) • Dellice Guada • Amirah John • Lilian Matthews • Lordiah Matthews • Cristine Villafana[9]

- NKM 2022: Kader aktuell nicht bekannt